# ويليام إيمز
ويليام إيمز (باللاتينية: Guilielmus Amesius؛ 1576 - 14 نوفمبر 1633) كان كاهنًا بيوريتانيًا إنجليزيًا، وفيلسوفًا، وجدليًا. قضى وقتًا طويلًا في هولندا، وعرف بانخراطه في الجدل بين الكالفينيين والأرمينيين.

## نشأته وتعليمه
ولد إيمز في إبسويتش، وتربى على يد خاله، روبرت سنيلينج من بوكسفورد. تلقى تعليمه في المدرسة المحلية والتحق عام 1594 بكلية كرايست، كامبريدج. تأثر إلى حد كبير بمعلمه في كلية كرايست، ويليام بيركنز، وخليفته بول باين. تخرج إيمز بشهادة البكالوريوس في الآداب عام 1598 والماجستير في الآداب عام 1601، واختير لزمالة في كلية كرايست.
كان إيمز محبوبًا في الجامعة، وفي كليته. أصبحت إحدى خطبه رمزًا تاريخيًا في الجدالات البيوريتانية. ألقيت تلك الخطبة في كنيسة الجامعة، سانت ماري ذا جريت، كامبريدج في 21 ديسمبر 1609، وفيها وبخ بشدة «ألعاب القرعة المازحة» و«الفجور الوثني» للطلاب خلال اثني عشر يومًا من عيد الميلاد.
أدت الانتخابات الحزبية إلى تولي فالنتين كاري منصب رئيس كلية كرايست. دخل في خلاف مع إيمز بسبب رفض الأخير للثوب الكهنوتي ورموز دينية خارجية أخرى. أدت حدة إيمز إلى استدعائه أمام نائب المستشار، الذي علقه «عن ممارسة وظيفته الكنسية وعن جميع الدرجات المأخوذة أو التي سيتم أخذها».

## الكهنوت في هولندا
غادر إيمز كامبريدج، وعُرض عليه منصب محاضر في كولشستر، لكن جورج أبوت، أسقف لندن، عارض رغبات الهيئة المحلية، ورفض منحه التعيين والتنصيب. واجهه رفض مماثل في أماكن أخرى، وسافر مع روبرت باركر إلى هولندا، بمساعدة تجار إنجليز رغبوا نقاشه أنصار الكنيسة الإنجليزية في ليدن. في روتردام، ناقش جريفينشوفيوس (نيكولاس جريفينكهوفن، توفي في 1632)، كاهن الحزب الأرميني، بالاستناد إلى الرسالة إلى أهل فيلبي الثانية، الآية 13، «إن الرب هو الذي يعمل فينا الإرادة والفعل» جعله هذا الجدل معروفًا في هولندا.
لاحقًا، دخل إيمز في جدال مع جريفينشوفيوس حول الفداء العام والانتخاب، ومشكلات ذات صلة. جمع كل ما كان يدافع عنه في كتابه «كورونيس أد كولاتيونيم هاجينسيم» كتابه الرئيسي. في ليدن، تقرب إيمز من هيو جوديير، قسيس الكنيسة الإنجليزية هناك. استدعي إلى لاهاي من قبل سير هوراتيو فير، الحاكم الإنجليزي لبريل، الذي عينه كاهنًا في جيش الولايات العامة، وللجنود الإنجليز في خدمتهم. تزوج من ابنة جون بيرجيس، الذي كان قسيسًا لفير، وعند عودة أهل زوجته إلى إنجلترا، خلفه في منصبه.
في ذلك الوقت، بدأ إيمز جداله مع سيمون إبيسكوبيوس، الذي، عند مهاجمته للكورونيس، انتقد المؤلف بوصفه «مخلًا للسلم العام في بلده الأم، بحيث طردته السلطات الإنجليزية من هناك؛ والآن، بكتابه كورونيس المطبوع مؤخرًا، أثار اضطرابات جديدة في هولندا السلمية». عارض جوديير إبيسكوبيوس، الذي دافع عن إيمز ضدالريمونسترانتيين، ولاحقًا قدم المواد لنيثينوس لتأليف سيرة ذاتية عن إيمز.
أعد كتاب «الكورونيس» في الأساس لمجمع دورت، الذي انعقد بين 13 نوفمبر 1618 و9 مايو 1619. لم يكن موقف إيمز في هذا المجمع عاديًا. دفع الحزب الكنسي العالي في إنجلترا فير لإقالته من القساوسة؛ لكنه احتفظ بمكانته من الوقار. رتب لحضوره المجمع الكنسي، وعرض عليه الحزب الكالفيني أربعة فلورينات في اليوم لمراقبة الإجراءات. كان مستشارًا ليوهانس بوجرمان، رئيس المجمع.

## أكاديميًا
أحبط أبوت، كبير الأساقفة، مقترحًا لجعله رئيسًا لكلية اللاهوت في ليدن؛ وعندما دعته لاحقًا مقاطعة فريزلاند لمنصب أستاذ في فرانيكر، تجددت المعارضة، لكن هذه المرة بلا نتيجة. نصب في فرانيكر في 7 مايو 1622 وألقى خطابًا بالمناسبة عن أوريم وتوميم. عرف في فرانيكر كأستاذ، واعظ، قسيس، وكاتب لاهوتي؛ أحد الطلاب في تلك الفترة الذي تأثر بإيمز كان يوهانس كوكسيوس. طالب آخر كان ناثانيال إيتون، من كلية هارفارد لاحقًا.
أعد إيمز كتابه «ميدولا ثيولوجيا» (جوهر اللاهوت)، وهو دليل لعقيدة الكالفينية، لطلابه. تأثر إيمز بشكل كبير بنهج الراموسية، وعارض التعليم المتبقي لأرسطو. كتابه «دي كونشينتيا، إيوس جور إت كاسوبوس» (1632)، وهو محاولة لجلب الأخلاق المسيحية في علاقة واضحة مع حالات معينة من السلوك والضمير، الذي كان شيئًا جديدًا في البروتستانتية.

## الانتقال إلى روتردام
بعد قضاء إيمز اثني عشر عامًا في فرانيكر (حيث كان كاهنًا فيها في عام 1626)، بدأت صحته تتدهور، وفكر في الانتقال إلى نيو إنجلاند. لكن بابًا آخر فتح له، مع دعوة إلى روتردام. هناك، أعد كتابه «دعوى جديدة ضد الطقوس»، الكتاب الذي جعل ريتشارد باكستر انفصاليًا. يلخص هذا الكتاب القضايا بين مدرسة البيوريتان وتلك التي يمثلها ريتشارد هوكر، ونشره بعد وفاته.
بعد إصابته بنزلة برد نتيجة فيضان غمر منزله، توفي إيمز في نوفمبر 1633، عن عمر يناهز السابعة والخمسين، ويبدو أنه كان في ظروف مالية صعبة. ترك، من زوجته الثانية جوان فليتشر، ابنين وابنة، هاجروا إلى ماساتشوستس في عام 1637؛ عاد الابنان فيما بعد إلى إنجلترا؛ وتزوجت ابنته روث في كامبريدج، ماساتشوستس، من إدموند أنجير، وتزوج ابنهما صموئيل أنجير لاحقًا في عام 1680 من هانا أوكس، ابنة يوريان أوكس.

## تأثيره
دمعت أعماله، التي شهد الكتيب الجامع «بيوغرافيا بريتانيكا» (1778) بأنها كانت معروفة في جميع أنحاء أوروبا، في أمستردام في خمسة مجلدات. تُرجمت نسبة صغيرة فقط منها إلى الإنجليزية. حاز تفكير إيمز على تأثير خاص في نيو إنجلاند.